# Аллея Воинской Славы (Петрозаводск)
Алле́я Во́инской Славы (карел. Sodamieskunnivon kävelykujo) — аллея в центральной части Петрозаводска, проходит от площади Кирова до реки Лососинки между Александровским сквером и улицей Куйбышева.
Аллея внесена в Адресный реестр города Петрозаводска.

## История
- 19 июня 2008 года — Аллея Городов-Побратимов
- 2020 год — аллея Воинской Славы

## Памятники
На аллее расположен Поклонный крест в память об утраченных храмах Соборной площади.
В 2020 году на аллее установлена стела «Город воинской славы».
До 2020 года на аллее находились скульптура «Дерево дружбы» и Памятный знак в честь городов-побратимов («Дерево дружбы» перенесено на Онежскую набережную).